# Сачма
Сачма (енгл. Lead shot) или архаично, драмлије, у ужем смислу, ситна оловна зрна којима се пуне ловачке пушке (спредњаче или острагуше). У ширем смислу, сваки материјал ситно-зрнасте структуре (нпр. сојина сачма).

## Дефиниција
Реч сачма помиње се у првом издању Српског рјечника из 1818, где је преведена немачком речју за зрневље при чему је наглашено да се може односити на оловне пројектиле или на житарице, а на латинском као оловни град (лат. Grando plumbea). Реч сличног значења драмлија преведана је као оловна куглица тежине један драм, тј. око 3,2 грама (лат. globulus plumbeus drachmae pondere).